# ジェフリー・ブラウン
ジェフリー・ブラウン（英: Jeffrey Brown、1975年 - ）は、アメリカ合衆国のカートゥーン（1コマ漫画）作家。ミシガン州グランドラピッズ生まれ。作品は自己体験に基づくものが多い。
子供の頃はグランドラピッズで過ごし、2000年、25歳でシカゴ美術館附属美術大学の芸術修士を目指してシカゴに移住。しかし卒業する頃には絵画を断念し、漫画の制作に専念する。
彼の最初の作品は自費出版（後にTop Shelf Productionsから出版）のClumsy。その作風は、スケッチブックにわざと下手に絵を描く手法を使った、いわゆるヘタウマ。2013年現在、妻と2人の子供とシカゴに住む。

## 作品
人気作品は、自分の恋愛体験等を描いた『Clumsy（不器用）』、『Unlikely（ありそうにない話）』、『AEIOU』、『Every Girl is the End of the World For Me（私にとってすべての女の子は世界の終り）』など。
コミカル作品も多く、すぐ感情的になるスーパーヒーローが主役の『Bighead』、1～4コマ漫画の『I Am Going To Be Small（私は小人になる）』、猫が主役の『Cat Getting Out Of A Bag（袋から出てきた猫）』、『Incredible Change-Bots（驚くべき変形ロボ）』などがある。

## その他の仕事
アメリカのロックバンドデス・キャブ・フォー・キューティーのアルバムDirections: The Plans Video Albumに収録された『Your Heart is an Empty Room』のミュージック・ビデオを担当している。
2003年4月18日、ナショナル・パブリック・ラジオのラジオ番組This American Lifeにゲスト出演している。
2010年、ドキュメンタリー映画Rabbit Feverのポスターのイラストを担当している。

## 受賞・評価
2003年、『I Am Going To Be Small』が、Ignatz Awardの同人誌部門受賞。
アメリカの漫画家ジェイムズ・コチョールカも『Clumsy』を「最も気に入っている劇画小説」と評している。
2012年の映画Save the Dateの原作の一部を担当した。

## 作品

### 単行本
- Clumsy (2002)
- Unlikely (2003)
- Bighead（英語版） (2004)
- Miniature Sulk (2005)
- AEIOU or Any Easy Intimacy (2005)
- Every Girl Is The End Of The World For Me (2006)
- I Am Going To Be Small (2006)
- Cat Getting Out of a Bag and Other Observations (2007)
- Incredible Change-Bots（英語版） (2007)
- Little Things (2008)
- Sulk Vol. 1 - Bighead and Friends (2008)
- Sulk Vol. 2 - Deadly Awesome (2008)
- Funny Misshapen Body (2009)
- Sulk Vol. 3 - The Kind Of Strength That Comes From Madness (2009)
- Undeleted Scenes (2010)
- Cats Are Weird and More Observations (2010)
- Incredible Change-Bots Two (2011)
- A Matter Of Life (2012)
- Star Wars: Darth Vader & Son (2012)
  - 日本語訳『ダース・ヴェイダーとルーク(4才)』 富永晶子 訳
- Star Wars: Vader's Little Princess (2013)
  - 日本語訳『ダース・ヴェイダーとプリンセス・レイア』 富永晶子 訳
- Star Wars: Jedi Academy (2013)

### 雑誌
- Be A Man
- Conversations #2 (with James Kochalka（英語版）)
- Feeble Attempts

### その他参加作品
- MOME（英語版） Vol. 1-6
- Drawn and Quarterly Showcase（英語版） Vol. 2
- Kramers Ergot（英語版） Vol. 4
- The Escapist（英語版） Vol. 3
- McSweeney's（英語版） #13
- Best American Comics 2007（英語版）
- Yale Anthology of Graphic Fiction（英語版） Vol. 1-2
- Bart Simpson's Treehouse of Horror（英語版） #15
- Strange Tales（英語版） #3
- Side B from Poseur Ink（英語版）